# Лайонс (Огайо)
Лайонс (англ. Lyons) — селище (англ. village) в США, в окрузі Фултон штату Огайо. Населення — 602 особи (2020).

## Географія
Лайонс розташований за координатами 41°42′2″ пн. ш. 84°4′19″ зх. д. / 41.70056° пн. ш. 84.07194° зх. д. (41.700481, -84.071908).  За даними Бюро перепису населення США в 2010 році селище мало площу 1,83 км², з яких 1,83 км² — суходіл та 0,00 км² — водойми.

## Демографія
Згідно з переписом 2010 року, у селищі мешкали 562 особи в 227 домогосподарствах у складі 148 родин. Густота населення становила 307 осіб/км².  Було 249 помешкань (136/км²).
Расовий склад населення:
| - 97,9 % — білих - 0,4 % — азіатів - 0,2 % — чорних або афроамериканців |

До двох чи більше рас належало 1,2 %. Частка іспаномовних становила 3,0 % від усіх жителів.
За віковим діапазоном населення розподілялося таким чином: 24,9 % — особи молодші 18 років, 62,6 % — особи у віці 18—64 років, 12,5 % — особи у віці 65 років та старші. Медіана віку мешканця становила 39,5 року. На 100 осіб жіночої статі у селищі припадало 95,1 чоловіків;  на 100 жінок у віці від 18 років та старших — 94,5 чоловіків також старших 18 років.
Середній дохід на одне домашнє господарство  становив 55 504 долари США (медіана — 48 125), а середній дохід на одну сім'ю — 63 021 долар (медіана — 55 417). За межею бідності перебувало 9,6 % осіб, у тому числі 2,1 % дітей у віці до 18 років та 3,8 % осіб у віці 65 років та старших.
Цивільне працевлаштоване населення становило 247 осіб. Основні галузі зайнятості: освіта, охорона здоров'я та соціальна допомога — 23,1 %, роздрібна торгівля — 19,4 %, виробництво — 18,6 %.